# Nekrolog März 2012
Nekrolog
◄◄
| ◄
| 2008
| 2009
| 2010
| 2011
| 2012 | 2013 | 2014 | 2015 | 2016 | ► | ►►
Januar |
Februar |
März |
April |
Mai |
Juni |
Juli |
August |
September |
Oktober |
November |
Dezember 2012
Weitere Ereignisse | Allgemeiner Nekrolog 2012
Die Beschreibung der verstorbenen Person sollte so kurz wie möglich gehalten sein und nur deren signifikante Tätigkeit(en) enthalten.
Neue Namen ggf. auch unter dem Geburts- und Sterbedatum, also etwa unter 1. Januar und im Geburts- und Sterbejahr (2024) eintragen (nur bei entsprechender großer Wichtigkeit). Für Beispiele siehe die schon vorhandenen Artikel.
Außerdem über die fünf zuletzt Verstorbenen, zu denen es einen ausreichend guten Artikel für eine Präsentation auf der Hauptseite gibt, nach der todesbedingten Überarbeitung der Artikel ggf. auch unter Wikipedia Diskussion:Hauptseite informieren und sie am besten auch in den anderen Wikipedia-Sprachversionen eintragen. Tipp: Regelmäßig bei news.google.de nach „ist tot“, „gestorben“ oder „verstorben“ suchen.
Wenn eine Person gestorben ist, gibt es viele Seiten zu dieser Person in der Wikipedia, die davon auch betroffen sind und entsprechend aktualisiert werden müssen. Beispiele: Namenübersichtsseite, Geburtsjahr, Geburtsort-Seiten und viele mehr.
Wie finde ich die betroffenen Seiten?
Im Suchfeld auf der linken Seite gibt man den Suchbegriff so ein: „Vorname Nachname“. Dann klickt man auf Volltext und alle Seiten mit entsprechendem Suchtext werden aufgerufen. Hier sieht man dann schnell, wo auch das Todesjahr Sinn macht oder sogar ein Teil des Artikels angepasst werden muss. Auch hilft das „Werkzeug“ auf der linken Seite sehr gut, um solche Seiten aufzufinden: „Links auf diese Seite“. Somit ist die Wikipedia wieder aktuell in allen Bereichen! Hinweis: bei Eintragung der Kategorie „Gestorben JAHR“ wird der Missbrauchsfilter 49 ausgelöst, was jedoch nicht schlimm ist. Siehe: Spezial:Missbrauchsfilter/49
Dies ist eine Liste von im März 2012 verstorbenen bekannten Persönlichkeiten. Die Einträge erfolgen innerhalb der einzelnen Daten alphabetisch sortiert. Tiere sind im Nekrolog für Tiere zu finden.

## März
| Tag      | Name                                            | Beruf, bekannt als | Alter | Beleg                                       |
| -------- | ----------------------------------------------- | --- | ----- | ------------------------------------------- |
| 1. März  | Blagoje Adžić                                   | jugoslawischer General | 79    |                                             |
| 1. März  | Alice Arden                                     | US-amerikanische Hochspringerin                                                                                             | 97    |                                             |
| 1. März  | Fritz Baier                                     | deutscher Politiker | 88    |                                             |
| 1. März  | Henryk Bałuszyński                              | polnischer Fußballspieler                                                                                                   | 39    |                                             |
| 1. März  | Hugo Brandenberger                              | Schweizer Unternehmer | 94    | [ 1 ]                                       |
| 1. März  | Andrew Breitbart                                | US-amerikanischer Blogger und Publizist                                                                                     | 43    |                                             |
| 1. März  | Jerome Courtland                                | US-amerikanischer Schauspieler und Filmproduzent                                                                            | 85    |                                             |
| 1. März  | Lucio Dalla                                     | italienischer Sänger | 68    |                                             |
| 1. März  | Hans Firzlaff                                   | deutscher Schriftsteller und Pressezeichner                                                                                 | 90    |                                             |
| 1. März  | Karl Gutschmidt                                 | deutscher Slawist | 74    |                                             |
| 1. März  | Irene Hinrichsen                                | deutsche Diplomatin | 64    |                                             |
| 1. März  | Fathulla Jameel                                 | maledivischer Politiker | 69    |                                             |
| 1. März  | Jampel Namdröl Chökyi Gyeltshen                 | tibetanisch-mongolischer Geistlicher, 9. Jebtsundamba Khutukhtu                                                             | 80    |                                             |
| 1. März  | Róbert Kutasi                                   | ungarischer Fußballspieler und -offizieller                                                                                 | 48    |                                             |
| 1. März  | Karl G. Marbach                                 | deutscher Unternehmer | 84    |                                             |
| 1. März  | Gemma McCluskie                                 | britische Schauspielerin | 29    |                                             |
| 1. März  | Germano Mosconi                                 | italienischer Sportjournalist und Nachrichtensprecher                                                                       | 79    |                                             |
| 1. März  | Hans Pfaffenberger                              | deutscher Psychologe und Sozialarbeitswissenschaftler                                                                       | 89    |                                             |
| 1. März  | Callan Pinckney                                 | US-amerikanische Autorin | 72    |                                             |
| 1. März  | Randy Primas                                    | US-amerikanischer Politiker                                                                                                 | 62    |                                             |
| 1. März  | Milton Schwantes                                | brasilianischer evangelischer Theologe und Bibelwissenschaftler                                                             | 65    |                                             |
| 1. März  | Hans Wellmann                                   | deutscher Linguist und Germanist                                                                                            | 75    |                                             |
| 2. März  | Gerhard Holup                                   | deutscher Autorennfahrer | 83    |                                             |
| 2. März  | Lawrence Anthony                                | südafrikanischer Schriftsteller und Umweltschützer                                                                          | 61    |                                             |
| 2. März  | Van T. Barfoot                                  | US-amerikanischer Soldat | 92    |                                             |
| 2. März  | Edgar Blossfeldt                                | deutsch-estnischer Fußballspieler, Basketballspieler, Sportfunktionär sowie Volleyballspieler, -trainer und -schiedsrichter | 92    |                                             |
| 2. März  | Gerry Bridgwood                                 | englischer Fußballspieler                                                                                                   | 67    |                                             |
| 2. März  | Eva Brunner-Szabo                               | österreichische Künstlerin                                                                                                  | 50    |                                             |
| 2. März  | Alfred Dogbé                                    | nigrischer Schriftsteller                                                                                                   | 49    |                                             |
| 2. März  | George Firestone                                | US-amerikanischer Politiker                                                                                                 | 80    |                                             |
| 2. März  | Doug Furnas                                     | US-amerikanischer Wrestler                                                                                                  | 52    |                                             |
| 2. März  | Wera Galuschka-Dujunowa                         | sowjetische Volleyballspielerin                                                                                             | 66    |                                             |
| 2. März  | Yūji Inada                                      | japanischer Biochemiker | 84    |                                             |
| 2. März  | Gary Kubly                                      | US-amerikanischer Politiker                                                                                                 | 68    |                                             |
| 2. März  | Don Marion                                      | US-amerikanischer Schauspieler                                                                                              | 94    |                                             |
| 2. März  | José Adolfo Mojica Morales                      | salvadorianischer Bischof                                                                                                   | 75    | [ 2 ]                                       |
| 2. März  | Norbert Nüssle                                  | deutscher Künstler | 79    |                                             |
| 2. März  | José Antonio Padilla Segura                     | mexikanischer Hochschullehrer, Wirtschaftsmanager und Minister                                                              | 89    |                                             |
| 2. März  | John Panelli                                    | US-amerikanischer American-Football-Spieler                                                                                 | 85    |                                             |
| 2. März  | Gérard Rinaldi                                  | französischer Schauspieler und Komiker                                                                                      | 69    |                                             |
| 2. März  | Helge Muxoll Schrøder                           | dänischer Ruderer | 87    |                                             |
| 2. März  | Norman St John-Stevas, Baron St John of Fawsley | britischer Politiker und Autor                                                                                              | 82    |                                             |
| 2. März  | Stan Stearns                                    | US-amerikanischer Fotograf                                                                                                  | 76    |                                             |
| 2. März  | James Q. Wilson                                 | US-amerikanischer Politikwissenschaftler                                                                                    | 80    |                                             |
| 2. März  | Isagani Yambot                                  | philippinischer Zeitungsverleger und Journalist                                                                             | 77    |                                             |
| 3. März  | Steve Bridges                                   | US-amerikanischer Komiker und Schauspieler                                                                                  | 48    |                                             |
| 3. März  | Dave Charnley                                   | britischer Boxer | 76    |                                             |
| 3. März  | Leonardo Cimino                                 | US-amerikanischer Schauspieler                                                                                              | 94    |                                             |
| 3. März  | Brenda Clarke                                   | südafrikanische Botanikerin und botanische Illustratorin                                                                    | 94    |                                             |
| 3. März  | Lou Colombo                                     | US-amerikanischer Jazztrompeter                                                                                             | 84    |                                             |
| 3. März  | Raymond Court                                   | Schweizer Jazzmusiker | 79    |                                             |
| 3. März  | A. R. Shamsud Doha                              | bangladeschischer Politiker                                                                                                 | 83    |                                             |
| 3. März  | Henryk Grabowski                                | polnischer Leichtathlet | 82    | [ 3 ]                                       |
| 3. März  | Lloyd Hittle                                    | US-amerikanischer Baseballspieler                                                                                           | 88    |                                             |
| 3. März  | Per J. Husabø                                   | norwegischer Politiker | 83    |                                             |
| 3. März  | Lutfullah Khan                                  | pakistanischer Schriftsteller und Musiksammler                                                                              | 95    |                                             |
| 3. März  | Frank Marocco                                   | US-amerikanischer Musiker                                                                                                   | 81    |                                             |
| 3. März  | Franklin McMahon                                | US-amerikanischer Künstler und Reporter                                                                                     | 90    |                                             |
| 3. März  | Ralph McQuarrie                                 | US-amerikanischer Künstler                                                                                                  | 82    |                                             |
| 3. März  | Jakob Moneta                                    | deutscher Journalist und Politiker                                                                                          | 97    |                                             |
| 3. März  | Ronnie Montrose                                 | US-amerikanischer Musiker                                                                                                   | 64    |                                             |
| 3. März  | Jim Obradovich                                  | US-amerikanischer Baseballspieler                                                                                           | 62    | [ 4 ]                                       |
| 3. März  | Edith Oss                                       | deutsche Filmschauspielerin                                                                                                 | 97    |                                             |
| 3. März  | Soli Pardo                                      | Schweizer Politiker | 57    |                                             |
| 3. März  | Rudolf Röhrer                                   | deutscher Journalist | 82    |                                             |
| 3. März  | Norris Stevenson                                | US-amerikanischer American-Football-Spieler                                                                                 | 72    |                                             |
| 3. März  | Stephen M. Tiru                                 | indischer Bischof | 74    |                                             |
| 3. März  | Alexander Webster                               | US-amerikanischer American-Football-Spieler und -Trainer                                                                    | 80    |                                             |
| 4. März  | Keith L. Dixon                                  | US-amerikanischer Ornithologe                                                                                               | 90    | [ 5 ]                                       |
| 4. März  | Harriet Gessner                                 | deutsche Schauspielerin | 82    |                                             |
| 4. März  | Paul McBride                                    | schottischer Anwalt und Politiker                                                                                           | 46    |                                             |
| 4. März  | Runako Morton                                   | Cricketspieler aus St. Kitts und Nevis                                                                                      | 33    |                                             |
| 4. März  | Maurice De Muer                                 | französischer Radrennfahrer                                                                                                 | 90    |                                             |
| 4. März  | Pater Pawelz                                    | deutscher Judo-Lehrmeister und -Trainer                                                                                     | 75    |                                             |
| 4. März  | John Charles Reiss                              | US-amerikanischer Bischof                                                                                                   | 89    |                                             |
| 4. März  | Šime Spaventi                                   | jugoslawischer Mediziner | 86    |                                             |
| 4. März  | Shmuel Tankus                                   | israelischer Offizier | 97    |                                             |
| 4. März  | Joan Taylor                                     | US-amerikanische Schauspielerin                                                                                             | 82    |                                             |
| 4. März  | Rudolf Wagner                                   | deutscher Lehrer, Heimatforscher und Archivar                                                                               | 74    |                                             |
| 5. März  | Tasos Aliferis                                  | griechischer Politiker | 61    |                                             |
| 5. März  | Jörg Balke                                      | deutscher Leichtathlet | 75    |                                             |
| 5. März  | Yehuda Ben-Haim                                 | israelischer Boxer | 46    |                                             |
| 5. März  | Rafael Corporan De Los Santos                   | dominikanischer Fernsehproduzent und Politiker                                                                              | ?     |                                             |
| 5. März  | William Heirens                                 | US-amerikanischer Serienmörder                                                                                              | 83    |                                             |
| 5. März  | Yasuhiro Higashi                                | japanischer Baseballspieler                                                                                                 | 61    | [ 6 ]                                       |
| 5. März  | Marian Kuszewski                                | polnischer Fechter | 78    |                                             |
| 5. März  | Rushworth Kidder                                | US-amerikanischer Schriftsteller                                                                                            | 67    |                                             |
| 5. März  | Kanichi Kiyokawa                                | japanischer Politiker | 83    |                                             |
| 5. März  | Fumio Kōnami                                    | japanischer Drehbuchautor                                                                                                   | 78    |                                             |
| 5. März  | Gerhard Krausse                                 | deutscher Diplomat, Botschafter der DDR im Tschad                                                                           | 85    |                                             |
| 5. März  | Roland Lakes                                    | US-amerikanischer American-Football-Spieler                                                                                 | 72    | [ 7 ]                                       |
| 5. März  | Carl Machover                                   | US-amerikanischer Computer-Graphiker                                                                                        | 84    | [ 8 ]                                       |
| 5. März  | John Madigan                                    | US-amerikanischer Journalist                                                                                                | 94    |                                             |
| 5. März  | Philip Madoc                                    | britischer Schauspieler | 77    |                                             |
| 5. März  | Maurice Pechet                                  | US-amerikanischer Mediziner                                                                                                 | 94    |                                             |
| 5. März  | Robert B. Sherman                               | US-amerikanischer Komponist                                                                                                 | 86    |                                             |
| 5. März  | Ken Shipp                                       | US-amerikanischer American-Football-Spieler und -Trainer                                                                    | 83    |                                             |
| 5. März  | Hiroshi Tsuruoka                                | japanischer Geschäftsmann                                                                                                   | 75    |                                             |
| 6. März  | Francisco Xavier do Amaral                      | osttimoresischer Politiker                                                                                                  | 75    |                                             |
| 6. März  | Jacob Boersma                                   | niederländischer Politiker                                                                                                  | 82    |                                             |
| 6. März  | Joe Gene Byrd                                   | US-amerikanischer Jazzmusiker                                                                                               | 78    | [ 9 ]                                       |
| 6. März  | Jan Dawidziuk                                   | US-amerikanisch-polnischer Bischof                                                                                          | 74    |                                             |
| 6. März  | Marquitos                                       | spanischer Fußballspieler                                                                                                   | 78    |                                             |
| 6. März  | Jacky Mekaiten                                  | israelischer Musiker und Komponist                                                                                          | 57    |                                             |
| 6. März  | Louis J. Michot                                 | US-amerikanischer Politiker                                                                                                 | 89    |                                             |
| 6. März  | Maurice Moyer                                   | US-amerikanischer Geistlicher und Menschenrechtler                                                                          | 93    |                                             |
| 6. März  | Carl Ordnung                                    | deutscher Pädagoge, Publizist und Politiker                                                                                 | 84    |                                             |
| 6. März  | Donald M. Payne                                 | US-amerikanischer Politiker                                                                                                 | 77    |                                             |
| 06. März | Frederick M. Reed                               | US-amerikanischer Jurist und Politiker                                                                                      | 87    |                                             |
| 6. März  | Włodzimierz Smolarek                            | polnischer Fußballspieler                                                                                                   | 54    |                                             |
| 6. März  | Nejiko Suwa                                     | japanische Violinistin | 92    |                                             |
| 6. März  | Arthur Anton Vogel                              | US-amerikanischer Bischof                                                                                                   | 88    |                                             |
| 6. März  | Wilhelm Weise                                   | deutscher Mediziner | 76    |                                             |
| 6. März  | Sayuri Yamauchi                                 | japanische Schauspielerin                                                                                                   | 55    |                                             |
| 7. März  | Gary DeCramer                                   | US-amerikanischer Politiker                                                                                                 | 67    |                                             |
| 7. März  | Smaroula Giouli                                 | griechische Schauspielerin                                                                                                  | 78    |                                             |
| 7. März  | Dave Hrechkosy                                  | kanadischer Eishockeyspieler                                                                                                | 60    |                                             |
| 7. März  | Dragoslav Jakovljević                           | jugoslawischer Boxer | 79    |                                             |
| 7. März  | Hanns Kneifel                                   | deutscher Schriftsteller | 75    |                                             |
| 7. März  | Raymond Lygo                                    | britischer Admiral und Geschäftsmann                                                                                        | 87    |                                             |
| 7. März  | Lucia Mannucci                                  | italienische Sängerin | 91    |                                             |
| 7. März  | Jürgen Mansel                                   | deutscher Soziologe und Erziehungswissenschaftler                                                                           | 56    | (PDF; 63 kB)                                |
| 7. März  | Félicien Marceau                                | französischer Schriftsteller                                                                                                | 98    |                                             |
| 7. März  | Gerd K. Müller                                  | deutscher Botaniker | 82    |                                             |
| 7. März  | Ravi                                            | indischer Filmkomponist | 86    |                                             |
| 7. März  | Tonka Štetić                                    | kroatische Opernsängerin | 89    |                                             |
| 7. März  | Pierre Tornade                                  | französischer Schauspieler                                                                                                  | 82    |                                             |
| 7. März  | Ramas Uruschadse                                | sowjetischer Fußballspieler                                                                                                 | 72    |                                             |
| 7. März  | Peter Weiser                                    | österreichischer Kulturmanager                                                                                              | 86    |                                             |
| 8. März  | Kristin Bølgen Bronebakk                        | norwegische Staatsbeamtin                                                                                                   | 61    |                                             |
| 8. März  | LaVerne Carter                                  | US-amerikanischer Bowler | 86    | [ 10 ]                                      |
| 8. März  | Leslie Cochran                                  | US-amerikanischer Obdachloser                                                                                               | 60    |                                             |
| 8. März  | Simin Dāneschwar                                | iranische Schriftstellerin                                                                                                  | 90    |                                             |
| 8. März  | Ursula Dronke                                   | britische Literatur- und Sprachwissenschaftlerin                                                                            | 91    |                                             |
| 8. März  | Jimmy Ellis                                     | US-amerikanischer Musiker                                                                                                   | 74    | [ 11 ]                                      |
| 8. März  | Compton Gonsalves                               | Radrennfahrer aus Trinidad und Tobago                                                                                       | 85    |                                             |
| 8. März  | Bugs Henderson                                  | US-amerikanischer Gitarrist                                                                                                 | 68    |                                             |
| 8. März  | Silke Hinrichsen                                | deutsche Politikerin | 55    | [ 12 ]                                      |
| 8. März  | Charlie Hoag                                    | US-amerikanischer Basketballspieler                                                                                         | 81    |                                             |
| 8. März  | Scott Huey                                      | irischer Cricketspieler | 88    |                                             |
| 8. März  | Miguel Iglesias Bonns                           | spanischer Filmregisseur | 96    |                                             |
| 8. März  | Toshiki Komazawa                                | japanischer Autor | 51    | [ 13 ]                                      |
| 8. März  | Elena Libera                                    | italienische Fechterin | 94    |                                             |
| 8. März  | Jerry Miller                                    | US-amerikanischer Boxtrainer und Promoter                                                                                   | 72    |                                             |
| 8. März  | Minoru Mori                                     | japanischer Bauunternehmer                                                                                                  | 77    |                                             |
| 8. März  | Elio Pagliarani                                 | italienischer Schriftsteller                                                                                                | 84    |                                             |
| 8. März  | Jens Petersen                                   | dänischer Fußballspieler und -trainer                                                                                       | 70    |                                             |
| 8. März  | Big Walter Price                                | US-amerikanischer Bluesmusiker                                                                                              | 97    |                                             |
| 8. März  | Rudy Ricci                                      | US-amerikanischer Schauspieler                                                                                              | 72    |                                             |
| 8. März  | Steve Romeo                                     | US-amerikanischer Skibergsteiger                                                                                            | 40    |                                             |
| 8. März  | Elisabeth Tomalin                               | deutsche Künstlerin, Textildesignerin und Gestalttherapeutin                                                                | 99    |                                             |
| 8. März  | Pedro Waloschek                                 | österreichischer Physiker                                                                                                   | 82/83 |                                             |
| 8. März  | Max de Winter                                   | niederländischer Chemiker                                                                                                   | 91    |                                             |
| 8. März  | Mie Yamaguchi                                   | japanische Nachrichtensprecherin                                                                                            | 51    |                                             |
| 9. März  | Dan Damian                                      | rumänischer Schauspieler | 84    |                                             |
| 9. März  | Benjamín Escoriza                               | spanischer Sänger | 58    |                                             |
| 9. März  | Dieter Matthes                                  | deutscher Biologe und Hochschullehrer                                                                                       | 92    |                                             |
| 9. März  | Peter Bergman                                   | US-amerikanischer Komiker                                                                                                   | 72    |                                             |
| 9. März  | Dennis Bowen                                    | US-amerikanischer Schauspieler                                                                                              | 61    |                                             |
| 9. März  | Brian Bromley                                   | englischer Fußballspieler                                                                                                   | 65    |                                             |
| 9. März  | Herb Carnegie                                   | kanadischer Eishockeyspieler                                                                                                | 92    |                                             |
| 9. März  | Anton Crișan                                    | rumänischer Eishockeyspieler und -trainer                                                                                   | 70    |                                             |
| 9. März  | Willye Dennis                                   | US-amerikanische Politikerin und Bürgerrechtsaktivistin                                                                     | 85    |                                             |
| 9. März  | Vital Epelbaum                                  | Schweizer Unternehmer | 78    |                                             |
| 9. März  | Graeme French                                   | australischer Radrennfahrer                                                                                                 | 84    |                                             |
| 9. März  | Don Ingle                                       | US-amerikanischer Jazzmusiker                                                                                               | 81    |                                             |
| 9. März  | Karl-Heinz Kunckel                              | deutscher Politiker | 67    |                                             |
| 9. März  | Fotis Mavriplis                                 | griechischer alpiner Skirennläufer                                                                                          | 92    |                                             |
| 9. März  | Joy Mukherjee                                   | indischer Schauspieler | 73    |                                             |
| 9. März  | Widjojo Nitisastro                              | indonesischer Politiker | 84    |                                             |
| 9. März  | Zohair al-Qaisi                                 | palästinensischer Milizenführer                                                                                             | 47?   |                                             |
| 9. März  | Selma Rubin                                     | US-amerikanische Umweltschützerin und Aktivistin                                                                            | 96    |                                             |
| 9. März  | José Sánchez                                    | philippinischer Kardinal | 91    |                                             |
| 9. März  | Terry Teene                                     | US-amerikanischer Musiker                                                                                                   | 70    |                                             |
| 9. März  | Bill Wedderburn, Baron Wedderburn of Charlton   | britischer Jurist und Politiker                                                                                             | 84    |                                             |
| 9. März  | Harry Wendelstedt                               | US-amerikanischer Baseballspieler                                                                                           | 73    |                                             |
| 10. März | Manuel Bronchud                                 | spanischer Schauspieler | 88    |                                             |
| 10. März | Dorrit Cohn                                     | österreichisch-US-amerikanische Literaturwissenschaftlerin                                                                  | 87    |                                             |
| 10. März | Nikos Dadinopoulos                              | griechischer Schauspieler                                                                                                   | 67    |                                             |
| 10. März | Daidy Davis-Boyer                               | französische Musikproduzentin                                                                                               | 94    |                                             |
| 10. März | Michael Dorn                                    | deutscher Schauspieler | 43    |                                             |
| 10. März | Jean „Mœbius“ Giraud                            | französischer Comiczeichner                                                                                                 | 73    |                                             |
| 10. März | Julio González                                  | mexikanischer Boxer | 35    |                                             |
| 10. März | Günter Harte                                    | deutscher Autor und Erzähler                                                                                                | 86    |                                             |
| 10. März | Brian Haskell                                   | britischer Radrennfahrer | 83    |                                             |
| 10. März | Fausto Evelio Hernández Arteaga                 | honduranischer Journalist                                                                                                   | 54    |                                             |
| 10. März | Jay McMullen                                    | US-amerikanischer Journalist                                                                                                | 90    |                                             |
| 10. März | Erico Menczer                                   | italienischer Kameramann | 85    |                                             |
| 10. März | Hermín Negrón Santana                           | puerto-ricanischer Bischof                                                                                                  | 74    |                                             |
| 10. März | Georg Papst                                     | deutscher Elektroingenieur und Unternehmer                                                                                  | 76    |                                             |
| 10. März | Mykola Plawjuk                                  | ukrainischer Politiker | 86    | [ 14 ]                                      |
| 10. März | Frank Sherwood Rowland                          | US-amerikanischer Chemiker                                                                                                  | 84    |                                             |
| 10. März | Domna Samiou                                    | griechische Musikerin | 83    |                                             |
| 10. März | Kai J. Sasse                                    | deutscher Sänger und Songtexter                                                                                             | ≈53   |                                             |
| 10. März | Tony Silipo                                     | kanadischer Politiker | 54    |                                             |
| 10. März | Jammu Siltavuori                                | finnischer Mörder und Triebtäter                                                                                            | 85    |                                             |
| 10. März | Tan Boon Teik                                   | singapurischer Jurist | 83    |                                             |
| 10. März | Tiny White                                      | neuseeländischer Rugbyspieler                                                                                               | 86    |                                             |
| 10. März | Heinz Wunderlich                                | deutscher Organist und Komponist                                                                                            | 92    |                                             |
| 10. März | Nick Zoricic                                    | kanadischer Freestyle-Skier                                                                                                 | 29    |                                             |
| 11. März | Henry Adefope                                   | nigerianischer Politiker und Sportfunktionär                                                                                | 85    |                                             |
| 11. März | Johannes Bastgen                                | deutscher römisch-katholischer Priester und Kölner Domdechant                                                               | 64    | [ 15 ]                                      |
| 11. März | Faith Brook                                     | britische Schauspielerin | 90    |                                             |
| 11. März | Sid Couchey                                     | US-amerikanischer Comiczeichner                                                                                             | 92    |                                             |
| 11. März | Wolfgang Garvelmann                             | anthroposophischer Arzt und Heilpädagoge                                                                                    | 87    |                                             |
| 11. März | Albrecht Greiner-Mai                            | deutscher Glaskünstler | 79    |                                             |
| 11. März | Hans G Helms                                    | deutscher Schriftsteller und Komponist                                                                                      | 79    |                                             |
| 11. März | Ernesto Kroch                                   | deutsch-uruguayischer Gewerkschafter                                                                                        | 95    |                                             |
| 11. März | Kazuhito Nagae                                  | japanischer Politiker | 75    |                                             |
| 11. März | István Reiman                                   | ungarischer Mathematiker | 85    |                                             |
| 11. März | Franz Günter Sander                             | deutscher Physiker und Kieferorthopäde                                                                                      | 68    |                                             |
| 11. März | Valerij Savko                                   | russischer Handballspieler                                                                                                  | 45    |                                             |
| 11. März | Leon Spencer                                    | US-amerikanischer Jazz-Pianist und Organist                                                                                 | 66    |                                             |
| 11. März | Ghiath Tayfour                                  | syrischer Boxer | 43    |                                             |
| 11. März | Ian Turpie                                      | australischer Schauspieler und Fernsehmoderator                                                                             | 68    |                                             |
| 11. März | Miomir Vukobratović                             | jugoslawischer bzw. serbischer Robotiker                                                                                    | 80    |                                             |
| 11. März | Tahira Wasti                                    | pakistanische Schauspielerin                                                                                                | 68    |                                             |
| 11. März | Alex Witting                                    | österreichischer Motorradrennfahrer                                                                                         | 49    |                                             |
| 12. März | Winfried Florian                                | deutscher Verwaltungsjurist                                                                                                 | 85    |                                             |
| 12. März | Hasan Gafoor                                    | indischer Polizeioffizier                                                                                                   | 62    |                                             |
| 12. März | Wilhelm Gaube                                   | österreichischer Dokumentarfilmer                                                                                           | 87    |                                             |
| 12. März | Dick Harter                                     | US-amerikanischer Basketballtrainer                                                                                         | 81    |                                             |
| 12. März | Timo Konietzka                                  | deutscher Fußballspieler und -trainer                                                                                       | 73    |                                             |
| 12. März | Karl Meli                                       | Schweizer Sportler | 73    |                                             |
| 12. März | Augustin Misago                                 | ruandischer Bischof | 69    |                                             |
| 12. März | Wilson Moncayo                                  | ecuadorianischer Bischof | 67    |                                             |
| 12. März | Madeleine Parent                                | kanadische Politikerin und Frauenrechtlerin                                                                                 | 93    |                                             |
| 12. März | Natalija Turowa                                 | sowjetische bzw. russische Chemikerin, Physikochemikerin und Hochschullehrerin                                              | 76    |                                             |
| 13. März | Domitila Chúngara                               | bolivianische Gewerkschafterin und Feministin                                                                               | 74    |                                             |
| 13. März | Bodjie Dasig                                    | philippinischer Musiker | 48    |                                             |
| 13. März | Michel Duchaussoy                               | französischer Schauspieler                                                                                                  | 73    |                                             |
| 13. März | Moshe Yehoshua Hager                            | israelischer Rabbi | 95    |                                             |
| 13. März | Beno Rothenberg                                 | israelischer Archäologe | 97    |                                             |
| 13. März | Wolfgang Hindrichs                              | deutscher Sozialwissenschaftler                                                                                             | 78    |                                             |
| 13. März | Jock Hobbs                                      | neuseeländischer Rugbyspieler                                                                                               | 52    |                                             |
| 13. März | Michael Hossack                                 | US-amerikanischer Musiker                                                                                                   | 65    |                                             |
| 13. März | Hans Ludvig Martensen                           | dänischer Bischof | 84    |                                             |
| 13. März | Eileen McDonough                                | US-amerikanische Schauspielerin                                                                                             | 49    |                                             |
| 13. März | Grete Nordrå                                    | norwegische Schauspielerin                                                                                                  | 87    |                                             |
| 13. März | Karl Roy                                        | philippinischer Musiker | 43    |                                             |
| 13. März | Tetsunosuke Sawamura                            | japanischer Kabuki-Schauspieler                                                                                             | 81    | [ 16 ]                                      |
| 13. März | Ljudmila Schagalowa                             | sowjetische Schauspielerin                                                                                                  | 88    |                                             |
| 13. März | Amusa Shittu                                    | nigerianischer Fußballspieler                                                                                               | 75    |                                             |
| 14. März | Karl Dietrich Adam                              | deutscher Paläontologe | 91    |                                             |
| 14. März | Gretl Aicher                                    | Leiterin des Salzburger Marionettentheaters                                                                                 | 83    |                                             |
| 14. März | Alice Amsden                                    | US-amerikanische Entwicklungsökonomin                                                                                       | 68    |                                             |
| 14. März | Helmut W. Banz                                  | deutscher Filmkritiker, Autor und Schauspieler                                                                              | 71    |                                             |
| 14. März | Ray Barlow                                      | englischer Fußballspieler                                                                                                   | 85    |                                             |
| 14. März | Wladimir Saweljewitsch Buslajew                 | russischer mathematischer Physiker                                                                                          | 74    |                                             |
| 14. März | Himanish Goswami                                | indischer Autor und Comiczeichner                                                                                           | 85    | [ 17 ]                                      |
| 14. März | Ernst-Günter Habig                              | deutscher Fußballspieler und -trainer                                                                                       | 76    | Trauer in Köln: „De Bumms“ ist tot Focus.de |
| 14. März | Gerd Heinrich                                   | deutscher Historiker | 80    |                                             |
| 14. März | Eddie King                                      | US-amerikanischer Bluesmusiker                                                                                              | 73    |                                             |
| 14. März | Brigitte Lange                                  | deutsche Politikerin | 72    |                                             |
| 14. März | Tamás Pintér                                    | ungarischer Schauspieler | 70    |                                             |
| 14. März | Șerban Rădulescu-Zoner                          | rumänischer Dissident, Historiker und Politiker                                                                             | 82    |                                             |
| 14. März | Carl Rattray                                    | jamaikanischer Jurist und Politiker                                                                                         | 82    |                                             |
| 14. März | Marcel Rohrbach                                 | französischer Radrennfahrer                                                                                                 | 78    |                                             |
| 14. März | Pierre Schoendoerffer                           | französischer Filmregisseur                                                                                                 | 83    |                                             |
| 14. März | Helmut Schubert                                 | deutscher Werkstoffwissenschaftler                                                                                          | 60    |                                             |
| 14. März | Margareta Sjöstedt                              | österreichisch-schwedische Opernsängerin                                                                                    | 88    |                                             |
| 14. März | Ted L. Strickland                               | US-amerikanischer Politiker                                                                                                 | 79    |                                             |
| 14. März | Ċensu Tabone                                    | maltesischer Politiker | 98    |                                             |
| 14. März | Vinzenz Wanitschke                              | deutscher Bildhauer | 79    |                                             |
| 14. März | Volker Weidemann                                | deutscher Astrophysiker | 87    |                                             |
| 15. März | Gerhard Boß                                     | deutscher Theologe | 89    |                                             |
| 15. März | Mervyn Davies                                   | walisischer Rugbyspieler | 65    |                                             |
| 15. März | Bob Day                                         | US-amerikanischer Leichtathlet                                                                                              | 67    |                                             |
| 15. März | Iris Denneler                                   | deutsche Germanistin | 57    |                                             |
| 15. März | Bhanwar Lal Dhaka                               | indischer Sportschütze | 47    |                                             |
| 15. März | Huib Eversdijk                                  | niederländischer Politiker                                                                                                  | 78    |                                             |
| 15. März | Lily Garafulic                                  | chilenische Bildhauerin | 97    |                                             |
| 15. März | Luis Gonzales                                   | philippinischer Schauspieler                                                                                                | 81    |                                             |
| 15. März | Sai Kaleshwar                                   | hinduistischer Guru | 39    |                                             |
| 15. März | Erich Küpker                                    | deutscher Politiker | 78    |                                             |
| 15. März | Nigel Napier                                    | britischer Offizier | 81    |                                             |
| 15. März | Dave Philley                                    | US-amerikanischer Baseballspieler                                                                                           | 91    |                                             |
| 15. März | José Rubio                                      | spanischer Schauspieler | 80    |                                             |
| 15. März | Wolfgang Schramke                               | deutscher Geograph | 64    |                                             |
| 15. März | Jean-Marie Souriau                              | französischer Mathematiker                                                                                                  | 89    |                                             |
| 15. März | Leo Tichat                                      | österreichischer Künstler                                                                                                   | 81    |                                             |
| 16. März | Muhammad Abd-Al-Rahman Barker                   | US-amerikanischer Fantasy-Autor                                                                                             | 81    |                                             |
| 16. März | Aziz Ab'Sáber                                   | brasilianischer Geologe | 87    |                                             |
| 16. März | Estanislao Basora                               | spanischer Fußballspieler                                                                                                   | 85    |                                             |
| 16. März | Carol Britto                                    | US-amerikanische Jazzpianistin                                                                                              | 76/77 |                                             |
| 16. März | Andy Brown                                      | simbabwischer Musiker | 50    |                                             |
| 16. März | Giancarlo Cobelli                               | italienischer Schauspieler und Filmregisseur                                                                                | 82    |                                             |
| 16. März | Werner Haim                                     | österreichischer Bergsteiger                                                                                                | 70    |                                             |
| 16. März | Alexander von und zu Liechtenstein              | liechtensteinischer Prinz                                                                                                   | 82    |                                             |
| 16. März | Camilo Maccise                                  | mexikanischer Priester | 74    |                                             |
| 16. März | Hans-Jörg Mauser                                | deutscher Politiker | 84    |                                             |
| 16. März | Roberto Morinini                                | Schweizer Fußballspieler und -trainer                                                                                       | 60    |                                             |
| 16. März | Peter Nehls                                     | deutscher Ju-Jutsuka | 72    |                                             |
| 16. März | Bronislav Poloczek                              | tschechischer Schauspieler                                                                                                  | 72    |                                             |
| 16. März | Peter Serracino Inglott                         | maltesischer Philosoph | 75    |                                             |
| 16. März | Manuel Jesús Vásquez Goyoneche                  | peruanischer Musiker | ~45   |                                             |
| 16. März | Yoshimoto Takaaki                               | japanischer Dichter und Publizist                                                                                           | 87    |                                             |
| 16. März | Dieter Zechlin                                  | deutscher Pianist | 85    |                                             |
| 17. März | Ovidio Capitani                                 | italienischer Historiker | 82    |                                             |
| 17. März | Bernard Leonard Cohen                           | US-amerikanischer Physiker                                                                                                  | 87    |                                             |
| 17. März | John Demjanjuk                                  | ukrainischer NS-Kriegsverbrecher                                                                                            | 91    | [ 18 ]                                      |
| 17. März | Tarō Fujioka                                    | japanischer Schauspieler | 47    |                                             |
| 17. März | Rudolf Gemmecke                                 | deutscher Medienmanager | 77    |                                             |
| 17. März | Famara Jatta                                    | gambischer Politiker | 53    |                                             |
| 17. März | Dmitri Konowalow                                | belarussischer mutmaßlicher Terrorist                                                                                       | 26    |                                             |
| 17. März | Wladislaw Kowaljow                              | belarussischer mutmaßlicher Terrorist                                                                                       | 26    |                                             |
| 17. März | Jaye Radisich                                   | australische Politikerin | 35    |                                             |
| 17. März | Schenuda III.                                   | ägyptisches Oberhaupt der koptischen Kirche                                                                                 | 88    |                                             |
| 17. März | Liidia Tuulse                                   | estnische Lyrikerin | 99    |                                             |
| 17. März | Francisco Valladares                            | spanischer Synchronsprecher                                                                                                 | 76    |                                             |
| 17. März | Margaret Whitlam                                | australische Schwimmerin und Aktivistin                                                                                     | 92    |                                             |
| 17. März | Fukiko Yasunaga                                 | japanische Dichterin | 92    |                                             |
| 17. März | Chaleo Yoovidhya                                | thailändischer Geschäftsmann                                                                                                | 88    |                                             |
| 18. März | Haim Alexander                                  | israelischer Komponist | 96    |                                             |
| 18. März | Paul Andrews Duffey                             | US-amerikanischer Bischof                                                                                                   | 91    |                                             |
| 18. März | Bob Henry                                       | US-amerikanischer Fernsehproduzent                                                                                          | 92    |                                             |
| 18. März | Gerold Janssen                                  | deutscher Naturschutz-Aktivist                                                                                              | 88    | [ 19 ]                                      |
| 18. März | Herbert Jenter                                  | deutscher Volleyballtrainer                                                                                                 | 82    |                                             |
| 18. März | António Leitão                                  | portugiesischer Leichtathlet                                                                                                | 51    |                                             |
| 18. März | Warren Luening                                  | US-amerikanischer Trompeter                                                                                                 | 70    |                                             |
| 18. März | William G. Moore Jr.                            | US-amerikanischer Offizier, General der US Air Force                                                                        | 91    |                                             |
| 18. März | Anargyros Prindezis                             | griechischer Bischof | 74    |                                             |
| 18. März | George Tupou V.                                 | tongaischer König | 63    | [ 20 ]                                      |
| 18. März | Lutz Wiederhold                                 | deutscher Arabist und Islamwissenschaftler                                                                                  | 48    |                                             |
| 18. März | Jalal Zolfonoun                                 | iranischer Tar- und Setarspieler, Komponist und Musikpädagoge                                                               | 74    |                                             |
| 19. März | Hanne Borchsenius                               | dänische Schauspielerin | 76    |                                             |
| 19. März | Otto David                                      | österreichischer Schauspieler                                                                                               | 80    |                                             |
| 19. März | Ulu Grosbard                                    | US-amerikanischer Regisseur                                                                                                 | 83    |                                             |
| 19. März | Hubert Hammers                                  | deutscher Kommunalpolitiker                                                                                                 | 87    |                                             |
| 19. März | Ger Lataster                                    | niederländischer Maler | 92    |                                             |
| 19. März | Gregor Bals                                     | deutscher Drehbuchautor (Johannes Reben)                                                                                    | 75    |                                             |
| 19. März | Karl Schneider                                  | deutscher Politiker | 85    |                                             |
| 19. März | Karl-Heinz Spickenagel                          | deutscher Fußballspieler | 80    |                                             |
| 19. März | Peter Stadler                                   | Schweizer Historiker | 86    |                                             |
| 20. März | Karl Falschlunger                               | österreichischer Politiker                                                                                                  | 82    |                                             |
| 20. März | Lincoln Hall                                    | australischer Bergsteiger und Autor                                                                                         | 56    |                                             |
| 20. März | Gerda Hoffer                                    | israelische Schriftstellerin                                                                                                | 91    |                                             |
| 20. März | Noboru Ishiguro                                 | japanischer Regisseur | 73    |                                             |
| 20. März | Ante Jurić                                      | kroatischer Erzbischof | 89    | [ 21 ]                                      |
| 20. März | Hans Kaufmann                                   | deutscher Informatiker | 101   |                                             |
| 20. März | Atena Paschko                                   | ukrainische Dichterin, soziale Aktivistin                                                                                   | 80    |                                             |
| 20. März | Werner Pohle                                    | deutscher Politiker | 86    |                                             |
| 20. März | Bernard Zadi Zaourou                            | ivorischer Politiker und Autor                                                                                              | 73 ?  | [ 22 ]                                      |
| 21. März | Werner Boie                                     | deutscher Offizier | 98    |                                             |
| 21. März | Christine Brooke-Rose                           | britische Schriftstellerin                                                                                                  | 89    |                                             |
| 21. März | John Chedid                                     | US-amerikanischer Bischof                                                                                                   | 88    |                                             |
| 21. März | Albrecht Dietz                                  | deutscher Unternehmer und Wirtschaftswissenschaftler                                                                        | 86    |                                             |
| 21. März | Claude Duneton                                  | französischer Autor und Schauspieler                                                                                        | 76    |                                             |
| 21. März | Carmen Duval                                    | argentinische Tangosängerin                                                                                                 | 93    |                                             |
| 21. März | Elisabeth Ettlinger                             | schweizerische provinzialrömische Archäologin                                                                               | 96    |                                             |
| 21. März | Robert Fuest                                    | britischer Filmregisseur | 84    |                                             |
| 21. März | Bruno Giacometti                                | Schweizer Architekt und Kunstmäzen                                                                                          | 104   |                                             |
| 21. März | Tonino Guerra                                   | italienischer Drehbuchautor                                                                                                 | 92    |                                             |
| 21. März | Irving Louis Horowitz                           | US-amerikanischer Soziologe                                                                                                 | 82    |                                             |
| 21. März | Heinz Imdahl                                    | deutscher Opernsänger | 87    |                                             |
| 21. März | Nikolai Nekrassow                               | sowjetischer bzw. russischer Dirigent                                                                                       | 79    |                                             |
| 21. März | Edward W. Paup                                  | US-amerikanischer Bischof                                                                                                   | 66    |                                             |
| 21. März | Juri Rasuwajew                                  | russischer Schachgroßmeister                                                                                                | 66    |                                             |
| 21. März | Pete Saberton                                   | britischer Jazzpianist | 61    |                                             |
| 21. März | Marina Salje                                    | „Großmütterchen der russischen Demokratie“                                                                                  | 77    |                                             |
| 21. März | Kåre Tveter                                     | norwegischer Maler | 90    |                                             |
| 21. März | Michael Witt                                    | deutscher Kirchenmusiker | 72    |                                             |
| 22. März | Günther Bobach                                  | deutscher Journalist | 81    |                                             |
| 22. März | Romualda Bogaerts                               | niederländische Bildhauerin                                                                                                 | 90    |                                             |
| 22. März | Michael von Fürstenberg                         | römisch-katholischer Geistlicher                                                                                            |       |                                             |
| 22. März | Demir Gökgöl                                    | türkischer Schauspieler | 74    |                                             |
| 22. März | Mohamed Merah                                   | französischer Terrorist | 23    |                                             |
| 22. März | Kirsten Passer                                  | dänische Schauspielerin und Restauratorin                                                                                   | 82    |                                             |
| 22. März | Matthew White Ridley, 4. Viscount Ridley        | britischer Politiker | 86    |                                             |
| 22. März | Walter Rosenwald                                | deutscher Ministerialbeamter, Militärhistoriker und Ordenskundler                                                           | 87    |                                             |
| 22. März | Ron Stewart                                     | kanadischer Eishockeyspieler und -trainer                                                                                   | 79    |                                             |
| 22. März | James Tarwater                                  | US-amerikanischer Schauspieler                                                                                              | 59    |                                             |
| 22. März | David Waltz                                     | US-amerikanischer Informatiker                                                                                              | 68    |                                             |
| 23. März | Abdullahi Yusuf Ahmed                           | somalischer Politiker | 77    |                                             |
| 23. März | Chico Anysio                                    | brasilianischer Komiker | 80    |                                             |
| 23. März | Péter Pázmándy                                  | ungarisch-schweizerischer Fußballspieler und -trainer                                                                       | 73    |                                             |
| 23. März | István Regős                                    | ungarischer Jazzmusiker und Komponist                                                                                       | 65    |                                             |
| 23. März | Khalil Shaheed                                  | US-amerikanischer Trompeter                                                                                                 | 63    |                                             |
| 24. März | Iqbal Bahu                                      | pakistanischer Musiker | 60    |                                             |
| 24. März | Dennis Bennett                                  | US-amerikanischer Baseballspieler                                                                                           | 72    | [ 23 ]                                      |
| 24. März | Vigor Bovolenta                                 | italienischer Volleyballspieler                                                                                             | 37    |                                             |
| 24. März | Paul Callaghan                                  | neuseeländischer Physiker                                                                                                   | 64    |                                             |
| 24. März | Adolf Dörge                                     | deutscher Physiologe | 74    |                                             |
| 24. März | Hertha Engelbrecht                              | deutsche Juristin | 89    |                                             |
| 24. März | Pierre Gérald                                   | französischer Schauspieler                                                                                                  | 105   |                                             |
| 24. März | Eduard Gilliar                                  | deutscher Mediziner | 87    |                                             |
| 24. März | Gerhard E. Gründler                             | deutscher Journalist | 82    | [ 24 ]                                      |
| 24. März | Ludwig Kotter                                   | deutscher Tierarzt | 92    |                                             |
| 24. März | Edith Lersow                                    | deutsche Tischtennisspielerin                                                                                               | 73    |                                             |
| 24. März | Vince Lovegrove                                 | australischer Musiker und Journalist                                                                                        | 64    |                                             |
| 24. März | Edward Materski                                 | polnischer Bischof | 89    |                                             |
| 24. März | Friedrich Mildenberger                          | deutscher lutherischer Theologe                                                                                             | 83    | (PDF; 206 kB)                               |
| 24. März | Nick Noble                                      | US-amerikanischer Musiker                                                                                                   | 85    |                                             |
| 24. März | Jose Prakash                                    | indischer Schauspieler | 86    |                                             |
| 24. März | Gebhard Quinger                                 | deutscher Bauernfunktionär                                                                                                  | 92    |                                             |
| 24. März | Wolfgang Rennert                                | deutscher Dirigent | 89    |                                             |
| 24. März | Pratap Kumar Roy                                | indischer Journalist | 91    |                                             |
| 24. März | Nicolae Tăbăcaru                                | rumänischer Fußballspieler und -trainer                                                                                     | 49    |                                             |
| 24. März | Nadschi Talib                                   | irakischer Politiker | 95    |                                             |
| 24. März | Jocky Wilson                                    | britischer Dartspieler | 62    |                                             |
| 25. März | Milojka Beutz                                   | slowenische Malerin | 63    |                                             |
| 25. März | Erich Beyer                                     | deutscher Sportwissenschaftler                                                                                              | 100   |                                             |
| 25. März | Priscilla Buckley                               | US-amerikanische Autorin | 90    |                                             |
| 25. März | Julius Eberhardt                                | österreichischer Bauunternehmer                                                                                             | 76    |                                             |
| 25. März | Tony Gordon                                     | neuseeländischer Rugbyspieler und -trainer                                                                                  | 74    |                                             |
| 25. März | Ainsley Iggo                                    | neuseeländisch-britischer Mediziner                                                                                         | 87    |                                             |
| 25. März | Mona Kapoor                                     | indische Fernsehproduzentin                                                                                                 | 48    |                                             |
| 25. März | Ben-Zion Leitner                                | israelischer Soldat | 85    |                                             |
| 25. März | Tony Newton                                     | britischer Politiker | 74    |                                             |
| 25. März | Paul Süß                                        | deutscher Fußballspieler (DDR)                                                                                              | 90    |                                             |
| 25. März | Bert Sugar                                      | US-amerikanischer Sporthistoriker                                                                                           | 74    |                                             |
| 25. März | Antonio Tabucchi                                | italienischer Schriftsteller                                                                                                | 68    |                                             |
| 25. März | Götz Wiese                                      | deutscher Organist und Komponist                                                                                            | 84    |                                             |
| 26. März | Michael Begley                                  | irischer Politiker | 79    |                                             |
| 26. März | Thomas M. Cover                                 | US-amerikanischer Statistiker                                                                                               | 73    |                                             |
| 26. März | Wilhelm Niemann                                 | deutscher Politiker | 62    |                                             |
| 26. März | Jürgen Schneider                                | deutscher Physiker | 80    |                                             |
| 26. März | Marjetka Uršič Vrščaj                           | slowenische Medizinerin | 59    |                                             |
| 26. März | Erwin Wrbka                                     | österreichischer Beamter im Bundesministerium für Verkehr                                                                   | 82    |                                             |
| 27. März | Khidir Abdelkarim Ahmed                         | sudanesischer Archäologe | 65    |                                             |
| 27. März | Millôr Fernandes                                | brasilianischer Zeichner, Humorist und Autor                                                                                | 88    |                                             |
| 27. März | Ademilde Fonseca                                | brasilianische Sängerin | 91    |                                             |
| 27. März | Walter Hungerbühler                             | Schweizer Fussballschiedsrichter                                                                                            | 81    |                                             |
| 27. März | Hilton Kramer                                   | US-amerikanischer Kunstkritiker                                                                                             | 84    |                                             |
| 27. März | Gian Franco Pagliaro                            | italienisch-argentinischer Liedermacher                                                                                     | 70    |                                             |
| 27. März | Arnaldo Pizzorusso                              | italienischer Romanist, Französist und Literaturwissenschaftler                                                             | 88    |                                             |
| 27. März | Adrienne Rich                                   | US-amerikanische Dichterin und Aktivistin                                                                                   | 82    |                                             |
| 27. März | Warren Stevens                                  | US-amerikanischer Schauspieler                                                                                              | 92    |                                             |
| 27. März | Garry Walberg                                   | US-amerikanischer Schauspieler                                                                                              | 90    |                                             |
| 28. März | John Arden                                      | britischer Schriftsteller                                                                                                   | 81    |                                             |
| 28. März | Alexander Arutjunjan                            | armenischer Komponist | 91    |                                             |
| 28. März | Harry Crews                                     | US-amerikanischer Schriftsteller                                                                                            | 76    |                                             |
| 28. März | Reginald E. Gilliam Jr.                         | US-amerikanischer Jurist | 67    |                                             |
| 28. März | Sonny Igoe                                      | US-amerikanischer Jazzmusiker                                                                                               | 88    |                                             |
| 28. März | Hans Jung                                       | deutscher Politiker | 82    |                                             |
| 28. März | Willie May                                      | US-amerikanischer Leichtathlet                                                                                              | 75    |                                             |
| 28. März | Jerry McCain                                    | US-amerikanischer Musiker                                                                                                   | 81    |                                             |
| 28. März | Earl Scruggs                                    | US-amerikanischer Musiker                                                                                                   | 88    |                                             |
| 28. März | Eduard Steinberg                                | russischer Maler | 75    |                                             |
| 28. März | Neil Travis                                     | US-amerikanischer Filmeditor                                                                                                | 75    |                                             |
| 28. März | Marianne Weno                                   | deutsche Publizistin und Umweltaktivistin                                                                                   | 80    | [ 25 ]                                      |
| 28. März | Charles Wirths                                  | deutscher Schauspieler und Hörspielsprecher                                                                                 | 86    |                                             |
| 29. März | Luke Askew                                      | US-amerikanischer Schauspieler                                                                                              | 80    |                                             |
| 29. März | William Brett, Baron Brett                      | britischer Politiker | 70    |                                             |
| 29. März | Olimpia Cavalli                                 | italienische Schauspielerin                                                                                                 | 81    |                                             |
| 29. März | Andrea Frezza                                   | italienischer Dokumentarfilmer und Filmregisseur                                                                            | 74    |                                             |
| 29. März | Jochen Greven                                   | deutscher Literaturwissenschaftler                                                                                          | 79    | [ 26 ]                                      |
| 29. März | Paulino Reale Chirina                           | argentinischer Bischof | 88    |                                             |
| 29. März | Beto Hugo Salcedo                               | argentinischer Fotograf | 73    |                                             |
| 29. März | Pap Cheyassin Secka                             | gambischer Politiker | 69    |                                             |
| 29. März | Karen Wegener                                   | dänische Schauspielerin | 76    |                                             |
| 30. März | Jorge Carpizo MacGregor                         | mexikanischer Jurist und Politiker                                                                                          | 67    |                                             |
| 30. März | José María Díaz Pevida                          | spanischer Unternehmer | 86    |                                             |
| 30. März | Roberto „Lapo“ Gessaghi                         | argentinischer Rockgitarrist und -komponist                                                                                 | 58    |                                             |
| 30. März | Wiktor Kossitschkin                             | sowjetischer Eisschnellläufer                                                                                               | 74    |                                             |
| 30. März | Francesco Mancini                               | italienischer Fußballtorwart                                                                                                | 43    |                                             |
| 30. März | Andrey Todorov                                  | bulgarischer Mathematiker                                                                                                   | 63    |                                             |
| 30. März | Elsa Werner                                     | deutsche Widerstandskämpferin                                                                                               | 101   |                                             |
| 31. März | Omar Calabrese                                  | italienischer Semiotiker | 63    |                                             |
| 31. März | Oldřich Černý                                   | tschechischer Geheimdienstler                                                                                               | 64    |                                             |
| 31. März | Rodolfo Cimino                                  | italienischer Comicautor | 84    |                                             |
| 31. März | Joachim Heintze                                 | deutscher Teilchenphysiker                                                                                                  | 85    |                                             |
| 31. März | Hans Lamprecht                                  | schweizerisch-deutscher Forstwissenschaftler                                                                                | 92    |                                             |
| 31. März | Lise London                                     | französische Widerstandskämpferin gegen den Nationalsozialismus                                                             | 96    |                                             |
| 31. März | Ion Lucian                                      | rumänischer Schauspieler und Theaterdirektor                                                                                | 87    |                                             |
| 31. März | Ernst Rossmeissl                                | deutscher Politiker | 78    |                                             |
| 31. März | Wolfgang Schaffer                               | deutscher Jurist | 79    |                                             |
| 31. März | Francesco Valli                                 | san-marinesischer Politiker                                                                                                 |       |                                             |
| 31. März | Halbert White                                   | US-amerikanischer Wirtschaftswissenschaftler                                                                                | 61    |                                             |